# Karlo Kopaliani
Pour le joueur géorgien de rugby à XV, voir Avto Kopaliani.
Karlo Kopaliani (en géorgien : კარლო კპალიანი ; né le 14 août 1959 à Tchalistavi) est un homme politique et un académicien géorgien, qui a servi comme membre du Parlement de Géorgie en tant que membre du Parti républicain en 2008-2012, puis en tant que membre de la coalition gouvernant du Rêve géorgien en 2012-2016. Il est élu une première fois député représentant la circonscription de Tsagueri en 2008, une rare victoire pour l'opposition s'opposant au gouvernement de Mikheïl Saakachvili, puis rejoint la liste électorale de la coalition du Rêve géorgien, qui entre au gouvernement en 2012. En 2020, il quitte sa position de député pour devenir recteur de l'université technique de Géorgie, dont il reçoit un diplôme de spécialisation dans les stations hydroélectriques en 1982.

## Carrière politique
Durant la période soviétique, il commence dès l'âge de 17 ans à travailler dans le secteur public, d'abord dans le District pour la Construction de Tsagueri (1976-1977), puis comme ingénieur à l'Usine de l'Entreprise commune de Tsagueri (1982-1983). Devenu instructeur au Comité régional du Parti communiste à Tsagueri en 1982, il commence une carrière au sein du parti communiste de l'URSS et devient chef de division du même comité régional en 1985-1986. En 1986, il est élu secrétaire du Comité du Parti communiste de la ferme collective de Tsagueri et, en 1987, secrétaire du Comité du Parti communiste de la municipalité.
Quand la Géorgie regagne son indépendance en 1991, Kopaliani reste en politique et devient le secrétaire du conseil municipal du village de Kveda Tsagueri durant la guerre civile géorgienne (1991-1995) et vice-président du Fonds de relance de Letchkhoumi en 1996-1997. Élu président du conseil municipal de Kveda Tsagueri en 2002, il est promu comme membre du Conseil régional de la Municipalité de Tsagueri en 2006-2008.
Il est élu en 2008 comme membre majoritaire du Parlement de Géorgie, représentant la circonscription de Tsagueri. Il est alors membre du Parti républicain de Géorgie, un parti libéral qui rejoint la coalition de Bidzina Ivanichvili, un entrepreneur qui fonde le parti Rêve géorgien en 2012 et prend le pouvoir à la suite des élections législatives de cette année. Quand le Parti républicain quitte la coalition gouvernementale et rejoint l'opposition, Kopaliani reste au sein du RG et est réélu au Parlement dans la liste électorale du parti lors des élections de 2016 et 2020.
Le 5 février 2020, il quitte son poste pour devenir recteur de l'Université technique de Géorgie.

### Comités parlementaires
Au Parlement, Karlo Kopaliani sert dans plusieurs comités, dont :
- le comité des questions sportives et jeunesse (2008-2012) ;
- le comité de la protection de l'environnement et des ressources naturelles (2011) ;
- le comité des questions de procédure et des règles (2012-2020) ;
- le comité d'économie sectorielle et de politique économique (2013) ;
- le comité des questions juridiques (2015) ;
- le comité de la politique régionale et de l'autonomie gouvernementale (2015-2016, 2019-2020).

### Commissions parlementaires
Kopaliani sert dans ces commissions durant ses mandats de député :
- la commission intérimaire d'audit de l'activité économique et financière du service d'audit de l'État pour 2012 ;
- la commission temporaire sur la mise en œuvre des procédures de qualité et de contrôle interne des activités d'audit, financières, économiques, juridiques et organisationnelles du Service national d'audit de 2013 (2013-2014).

### Groupes parlementaires
Karlo Kopaliani est membre de nombreux groupes parlementaires d'amitié avec des nations étrangères, dont : l'Allemagne, la Biélorussie, le Brésil, la Bulgarie, la Chine, l'Égypte, les États-Unis, Fidji, la Hongrie, l'Indonésie, l'Italie, la Jamaïque, le Maroc, la Nouvelle-Zélande, la Norvège, Singapour, le Sri Lanka, le Suriname, l'Ukraine, l'Uruguay, le Vietnam, la Grèce, la République dominicaine, le Salvador et la Slovaquie.

## Source
- (en) « Karlo Kopaliani », sur Parliament of Georgia (consulté le 25 septembre 2020)